# مجاز

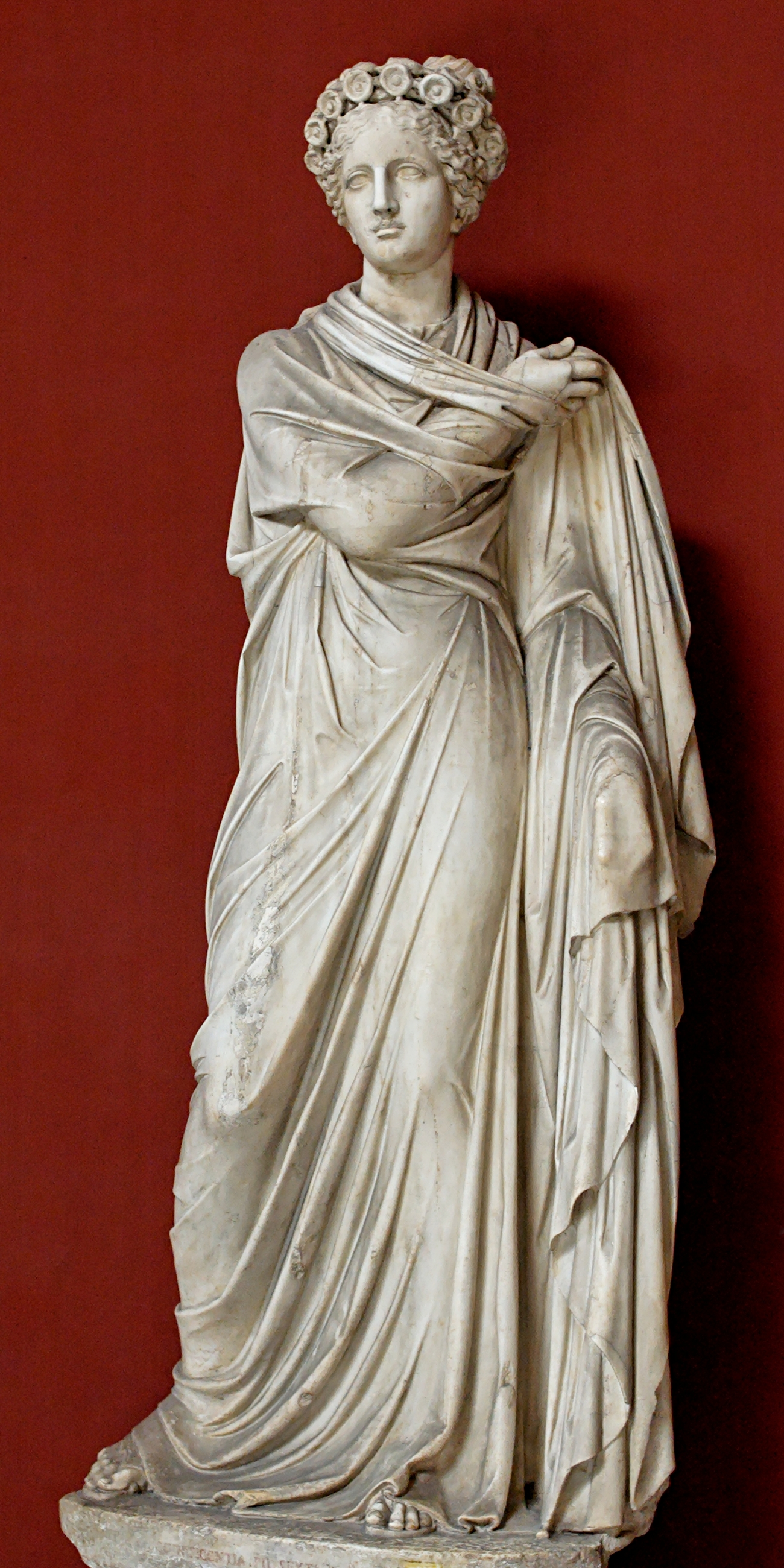
الهه‌ سرودهای مقدس. اثر هنری رومی از قرن دوم میلادی.

مَجاز (در انگلیسی: Metonymy) یا شیوۀ بیان مجازی عبارت است از به‌کارگیری واژه و سخن در معنای دیگر و غیر واژگانی آن. در شیو‌ه ای به شکل لفظی یا معنوی به کاربرد مجازی کلمه یا سخن اشاره دارد.همچنین در نظر داشته باشید هر استعاره مصرحه، مجاز است اما هر مجاز استعاره نیست. به مجازهایی که در ذهن خواننده یا شنونده تصویری خلق می‌کنند، صور خیال یا تصاویر شاعرانه و به بیانی که از این صور یا تصاویر بهره می‌برد، شیوه بیان تصویری گفته می‌شود. این‌گونه مجازها، در زبان و ادبیات، به‌خصوص ادبیات فارسی غنایی، کاربرد فراوان دارد.

## علایق مجاز
علایق مجاز فراوانند و در شمار خاصی محصور نمی‌شوند ولی مهم‌ترین آن‌ها عبارتند از:
- علاقهٔ جزئیه: جزئی از یک شیء به جای تمام آن به کار می‌رود.
- علاقۀ کلیه: کل یک شی به جای جزئی از آن به کار می‌رود. (عکس علاقهٔ جزئیه)

| به یاد روی شیرین بیت می‌گفت |  | چو آتش تیشه می‌زد، کوه می‌سفت |
|                            |  | نظامی گنجوی                 |

در مصراع اول بیت بالا «بیت» تنها جزئی از یک شعر است و به جای کل آن یعنی شعر به کار رفته‌است که به آن علاقهٔ جزئیه و در مصراع دوم کل کوه به جای جزئی از آن به کار رفته‌است که به آن علاقهٔ کلیه میگویند.
- علاقهٔ محلیه: محل چیزی به جای خود آن چیز به کار می‌رود.

| سر آن ندارد امشب که برآید آفتابی |  | چه خیال‌ها گذر کرد و گذر نکرد خوابی |
|                                  |  | سعدی                               |

«سر» در این بیت علاقهٔ محلیه‌است؛ زیرا سر محل تفکر، اندیشه، قصدو عزم است.
- علاقهٔ سببیه: سبب چیزی جانشین خود آن چیز می‌شود.

| این دم شنو که راحت از این دم شود پدید |  | و اینجا طلب که حاجت از اینجا شود روا |
|                                       |  | خاقانی                               |

کلمهٔ دم(نفس) سبب و علت سخن گفتن است به همین علت به آن علاقهٔ سببیه گفته می‌شود.
- علاقهٔ لازمیه: چیزی به دلیل همراهی دائمی با چیزی به جای آن به کار می‌رود.

| دیدی که خون ناحق پروانه شمع را |  | چندان امان نداد که شب را به سر برد |
|                                |  | حکیم شفایی                         |

در این بیت خون به معنای کشتن به کار رفته‌است؛ زیرا کشتن همواره با خون همراه است به همین دلیل خون در این بیت علاقهٔ لازمیه است.
- علاقهٔ آلیه: ابزاری(مخصوصا اندام های بدن)جانشین کاری شود که با آن ابزار انجام شود.

| برآشفت عابد که خاموش باش |  | تو مرد زبان نیستی گوش باش |
|                          |  | سعدی                      |

زبان ابزاری است که سخن گفتن با آن انجام می‌شود به همین علت در این بیت زبان علاقهٔ آلیه است.

## قرینهٔ مجاز
نشانه‌ای یا سرنخی است برای ذهن شنونده تا او متوجه شود که واژه در معنی اصلیش بکار نرفته‌است بلکه در کاربردی مجازی (انتقالی). علاقه بر دو گونه است: لفظی و معنوی.

## چندمعنایی
درک بیان واژگان، به منظور ماهیت‌های دیگری که از نوع چندمعنایی باشند، یعنی، همان فرم واج شناختی (کلمه) برای تعیین معانی مختلف (معانی).اگر دو معنی متفاوت داشته باشیم مثل کلمه شیر به معنی مایع لبنی و به معنی گونه‌ای از گربه‌سانان، در ردهٔ چندمعنایی‌های هم‌آوا طبقه‌بندی می‌شوند.